# Linha Universidade
A Linha Universidade ou LinhaUni é a empresa responsável pela construção e operação da Linha 6-Laranja do Metrô de São Paulo por 24 anos (2020/2044), através de contrato de concessão público-privada, em parceria com o Governo do Estado de São Paulo. Seu sócio principal é o grupo espanhol Acciona.
A linha 6, em sua primeira fase, terá 15,3 km de extensão e ligará as estações Brasilândia e São Joaquim, sendo completamente subterrânea. A previsão é de que as obras durem 5 anos, a linha sendo inaugurada em 2025.

## Frota da Linha Universidade
A linha 6 contará com uma frota de 22 trens, todos de 6 carros, a serem construídos pela Alstom.